# Privește, înger, către casă
Privește, înger, către casă: istoric al vieții îngropate (în engleză Look Homeward, Angel: A Story of the Buried Life) este un roman din 1929 de Thomas Wolfe. Este primul roman al lui Wolfe, considerat o poveste americană despre maturizare extrem de autobiografică. Personajul principal, Eugene Gant, este considerat, de regulă, o reprezentare a lui Wolfe însuși. Romanul povestește pe scurt tinerețea tatălui lui Eugene, dar se axează în primul rând pe intervalul de timp de la nașterea lui Eugene în 1900 și până la plecarea lui definitivă de acasă, la vârsta de 19 ani. Decorul reprezintă o ficționalizare a orașului său natal Asheville, din Carolina de Nord, numit în roman Altamont. O versiune restaurată a manuscrisului original, intitulată O Lost, a fost publicată în 2000.

## Scriere și publicare

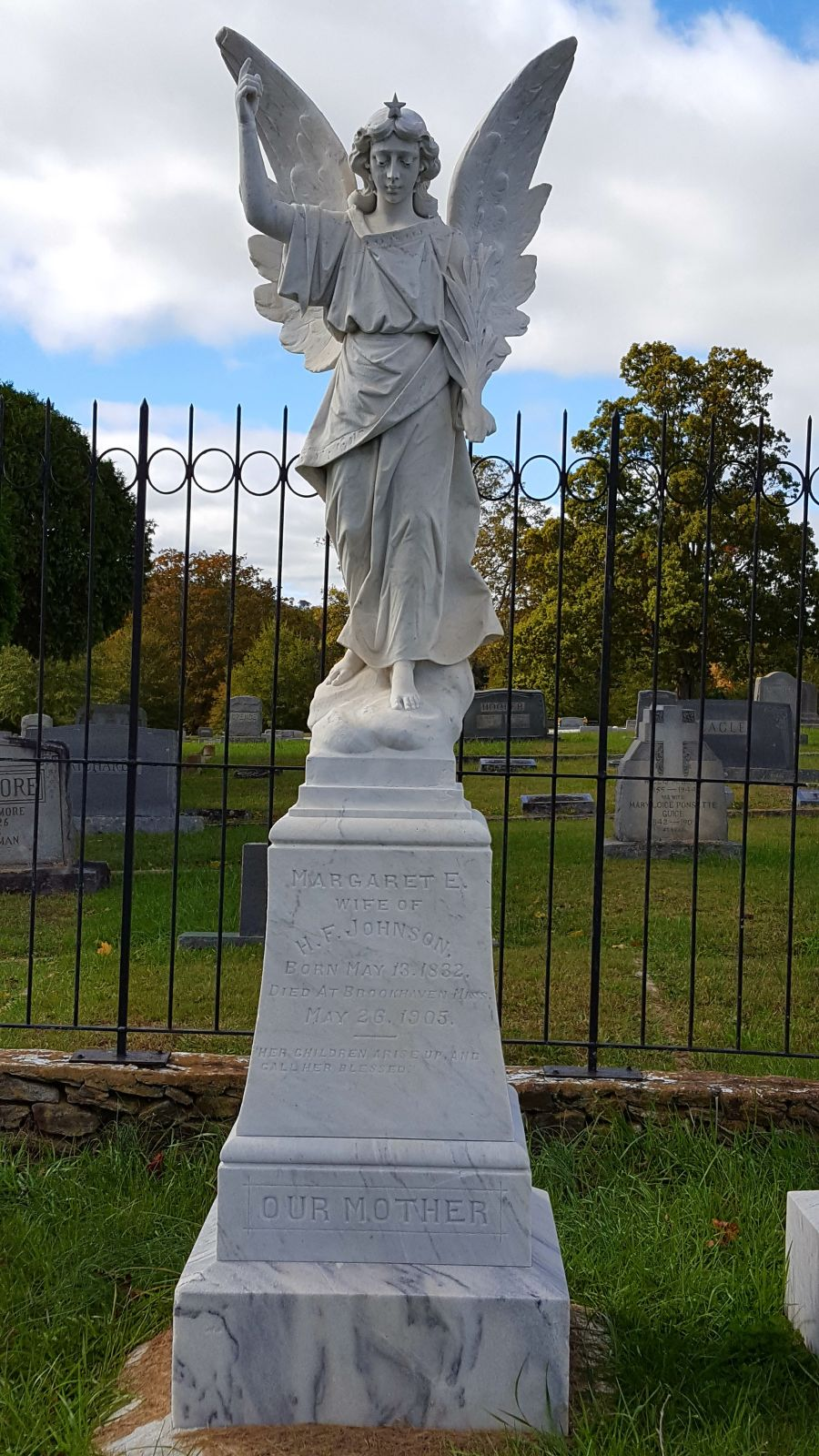
Inspirația pentru Privește, înger, către casă, din cimitirul Oakdale, Hendersonville, NC

Tatăl lui Thomas Wolfe, William Oliver Wolfe, a comandat din New York o statuie de înger, care a servit ani de zile ca reclamă la intrarea în magazinul cu monumente funerare al familiei de pe Patton Avenue. W.O. Wolfe a vândut statuia unei familii din Hendersonville, din Carolina de Nord, în 1906. Îngerul a fost apoi mutat în cimitirul Oakdale din oraș. Pensiunea condusă de mama lui Eugene Gant, bazată pe cea condusă de mama lui Wolfe, a fost numită „cea mai faimoasă pensiune din ficțiunea americană”.
Titlul romanului lui Thomas Wolfe provine din poemul lui John Milton „Lycidas”.
Titlul original ales de Wolfe a fost The Building of a Wall, pe care l-a schimbat ulterior în O Lost. La finalizarea romanului, Wolfe a dat voluminosul manuscris lui Maxwell Perkins, editor la Scribner. Perkins a fost impresionat de talentul tânărului autor, dar i-a cerut să rescrie romanul la o dimensiune mai publicabilă. Cei doi au lucrat împreună, iar după ce a fost redus cu 60.000 de cuvinte, romanul a fost publicat în 1929. Wolfe a început să aibă îndoieli în privința procesului de editare după ce a primit critici că romanul era aproape la fel de mult al lui Perkins cât și al lui. Acest lucru a dus la o înstrăinare între cei doi, iar Wolfe a plecat în cele din urmă de la Scribner. Înainte de moartea sa în 1938, Wolfe s-a împăcat cu Perkins. În 1947, Perkins a declarat că s-a exagerat foarte mult cu privire la pasajele tăiate de el din carte și că a fost mai degrabă „o chestiune de reorganizare.”
Orașul fictiv Altamont se bazează pe orașul natal al lui Wolfe, Asheville, din Carolina de Nord, iar oamenii și rudele prezentate în carte i-au atras antipatia multora din orașul natal. Deși este adesea considerat o „poveste sentimentală de maturizare”, romanul se caracterizează printr-o descriere „întunecată și tulburătoare” a vremurilor, „plină de singurătate, moarte, nebunie, alcoolism, familie disfuncțională, segregare rasială și o viziune profund cinică asupra Primului Război Mondial”. Tuberculoza, deși rareori numită direct în roman, dar la care se face aluzie frecvent, conferă romanului o „umbră de moarte”. Wolfe a murit ulterior din cauza bolii.
O Lost, versiunea originală necenzurată din Privește, înger, către casă, a fost refăcută de cercetătorii Arlyn și Matthew Bruccoli și publicată în 2000, cu ocazia centenarului nașterii lui Wolfe. Matthew Bruccoli a spus că Perkins a fost un editor talentat, însă Privește, înger, către casă este inferioară operei complete O Lost și că publicarea romanului integral reprezintă o readucere la adevărata valoare literară.

## Rezumat

### Prima parte
Prima căsătorie a lui Oliver Gant, tatăl protagonistului, Eugene, are un deznodământ tragic, iar Oliver devine alcoolic; lupta cu alcoolismul va fi o constantă a vieții sale. În cele din urmă, se recăsătorește, își construiește o casă nouă și își întemeiază o familie. Vor avea șase copii care trăiesc.
Nașterea lui Eugene vine după un travaliu greu, în timpul căruia tatăl său, Oliver, stă la parter și bea. Oliver formează o legătură specială cu fiul său încă de la început. Încearcă să-și tempereze pornirile alcoolice, deși în căsnicia lui apar din ce în ce mai multe probleme pe măsură ce Eliza începe să se sature de comportamentul lui.
În ciuda defectelor sale, Oliver Gant este stâlpul familiei; el citește din Shakespeare, o pune pe fiica sa Helen să citească poezie și ține foarte mult la imaginea de familie iubitoare. Educația timpurie a lui Eugene include mai multe neînțelegeri cu profesorii, dar îi place să citească și este foarte inteligent, spre mândria ambilor săi părinți. Mama lui continuă să-l alinte, ca o încercare de a amâna maturizarea lui și transformarea firească în adult.

### Partea a doua
Eugene câștigă un concurs de scris și primește o bursă de studiu la Altamont Fitting School, iar mai târziu, la Universitatea din Carolina de Nord.
La universitate, tânărul este preluat de noul director al școlii, John Dorsey Leonard și de soția lui, Margaret. Aceștia îl includ pe Eugene în grupul de studiu înființat de ei pentru prețul de 100 de dolari pe an, sumă plătită de mama lui, Eliza. El învață elementele de bază de la amândoi, dar Margaret este cea care îl îndeamnă să aprofundeze poezia și teatrul antic. În scurt timp, devine ca un fiu pentru amândoi.
Fiul cel mai mare al familiei Gant, Stevie, este un lăudăros și un șarlatan redutabil, deși are probleme mari cu dantura. Fiul mai mic, Luke, în afară de problemele dentare, pare să-i fie o copie fidelă, amândoi sunt escroci. Fratele blând, afectuos, dar bolnăvicios, Ben, se apropie de Eugene și are grijă de el.

### Partea a treia
După primul an de facultate, Eugene se întoarce acasă în vacanța de vară și se îndrăgostește de o chiriașă a familiei sale, Laura, în vârstă de 21 de ani. Eugene devine obsedat de Laura, dar la sfârșitul verii, ea îi spune că este logodită și urmează să se căsătorească cu un bărbat din Norfolk, Virginia. Eugene cade într-o depresie ce îl va bântui doi ani.
Oliver Gant urmează un tratament cu radiații pentru cancer la Spitalul Universitar Johns Hopkins din Baltimore.
Eugene se întoarce la universitate și se implică în activități academice, inclusiv în calitate de redactor al ziarului școlar, al revistei literare și al publicației de poezie. Se alătură unui seminar de dramaturgie și se face repede remarcat. În primăvara anului 1918, colegul său de cameră moare brusc de o boală de inimă, ceea ce îi provoacă un alt episod depresiv lui Eugene. Mai târziu, Eugene se angajează la șantierele navale din Norfolk, sperând să strângă bani pentru următorul an școlar, însă totul se transformă într-un coșmar, în care el își petrece întreaga vară flămând și fără casă.
După ce toamna se întoarce la universitate, mama lui îl cheamă acasă urgent, deoarece fratele său Ben este în stare foarte gravă din cauza pneumoniei. Eugene revine apoi la universitate și își finalizează studiile. Mentorul său, profesorul de engleză Vergil Weldon, îl încurajează să se înscrie la Harvard pentru studii postuniversitare. Când Eugene îi spune mamei sale ce planuri are, ea îl roagă să rămână acasă și să se angajeze la un ziar. Atunci el îi răspunde că trebuie să-și urmeze destinul și că refuză să rămână blocat într-un orășel de munte din Carolina de Nord.

## Receptare critică
Privește, înger, către casă a primit recenzii în general pozitive în America de Nord, majoritatea lăudând geniul și mesajul emoțional al autorului. Într-o recenzie a fost numită „senzație”, care a lovit lumea literară ca o furtună. În ciuda popularității longevive a romanului, opera lui Wolfe a ajuns să fie văzută de mulți critici literari (printre care Harold Bloom și James Wood) ca nedisciplinată și în mare măsură „autobiografie fără formă”.

## Adaptare
Scenarista Ketti Frings a adaptat romanul în piesa de teatru cu același nume. Premiera a avut loc pe Broadway, la Ethel Barrymore Theatre, pe 28 noiembrie 1957 și a avut un număr de 564 de reprezentații, până pe 4 aprilie 1959. În 1958, a câștigat Premiul Pulitzer pentru dramaturgie și New York Drama Critics' Circle Award. De asemenea, piesa a primit mai multe nominalizări la Premiile Tony: cea mai bună piesă, cel mai bun actor (Hugh Griffith și Anthony Perkins), cea mai bună actriță (Jo Van Fleet), cea mai bună scenografie (Jo Mielziner), cele mai bune costume (Motley) și cel mai bun regizor (George Roy Hill).
Piesa lui Frings a fost readaptată într-un musical pe Broadway, intitulat Angel, care a avut premiera la Minskoff Theatre în New York pe 4 mai 1978 și s-a jucat până pe 13 mai, după cinci reprezentații și critici nefavorabile. Angel a fost regizat de Philip Rose, iar coregrafia i-a aparținut lui Robert Tucker.
Scenariul lui Ketti Frings a fost adaptat într-un film de televiziune, lansat de NBC, în februarie 1972. Filmul a fost regizat de Paul Bogart, în rolurile principale fiind Timothy Bottoms (Eugene Gant), E.G. Marshall (W.O. Gant) și Geraldine Page (Eliza). 

### Influențe
Filmul Genius din 2016, regizat de Michael Grandage, prezintă relația dintre Thomas Wolfe (Jude Law) și editorul său, Maxwell Perkins (Colin Firth).